# Château de Fontguyon
Le château de Fontguyon est situé sur la commune de Saint-Amant-de-Nouère en Charente.

## Historique
C'est sur le site d'une villa gallo-romaine puis d'une villa carolingienne, le Mayne de Négronde attestée en 911 que le château de Fontguyon a été bâti au XVIe siècle, vers 1570, sur le domaine de Fontguyon.
Ce château a été en particulier possédé par Guillaume de La Porte, prévôt des maréchaux du duché d'Angoulême, Élie Laisné maire d'Angoulême en 1585, Antoine Gandillaud son gendre, maire d'Angoulême en 1623, Gabriel I Gandillaud lieutenant général et conseiller d'État et Gabriel I Gandillaud lui aussi lieutenant général.
Puis, le château parvint à François et Pierre Poitevin de Fontguyon, directeurs des fonderies royales de 1784 à 1790.

## Architecture
Le corps de logis en U, donc composé de trois ailes, ouvre sur une vaste cour. Il a été remanié au XVIIe siècle avec aménagement de la terrasse et de l'escalier en fer à cheval.
L'entrée comporte un portail à pilastre accosté d'une échauguette d'angle en encorbellement coiffée d'une poivrière.
La chapelle et l'escalier en vis  avec sa cage, situé à l'angle sud-est du logis sont d'époque Renaissance. 
Il est inscrit monument historique depuis le 8 septembre 1989 et l'escalier à vis renaissance a été classé le 2 septembre 1994.

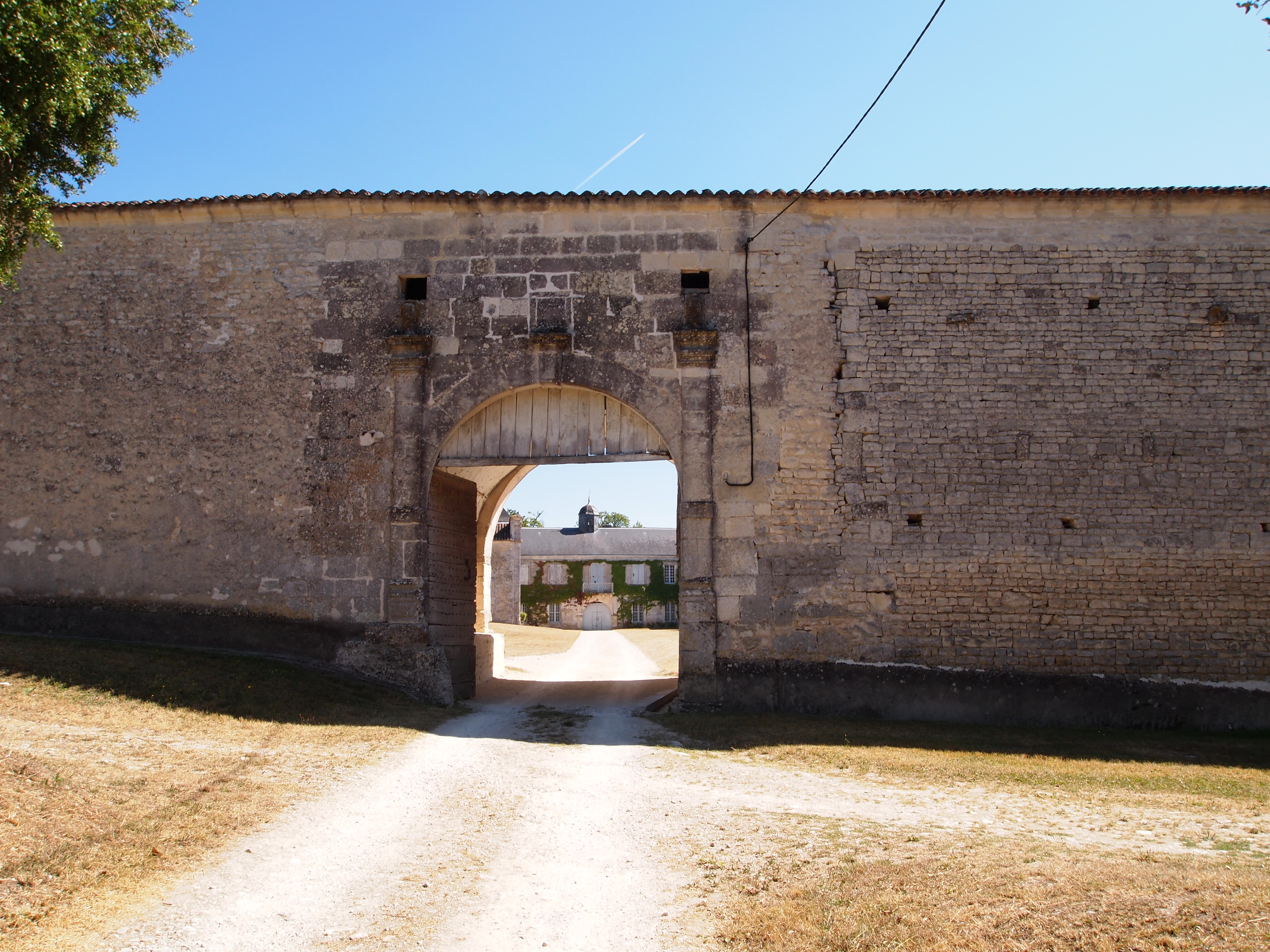
Portail d'entrée.
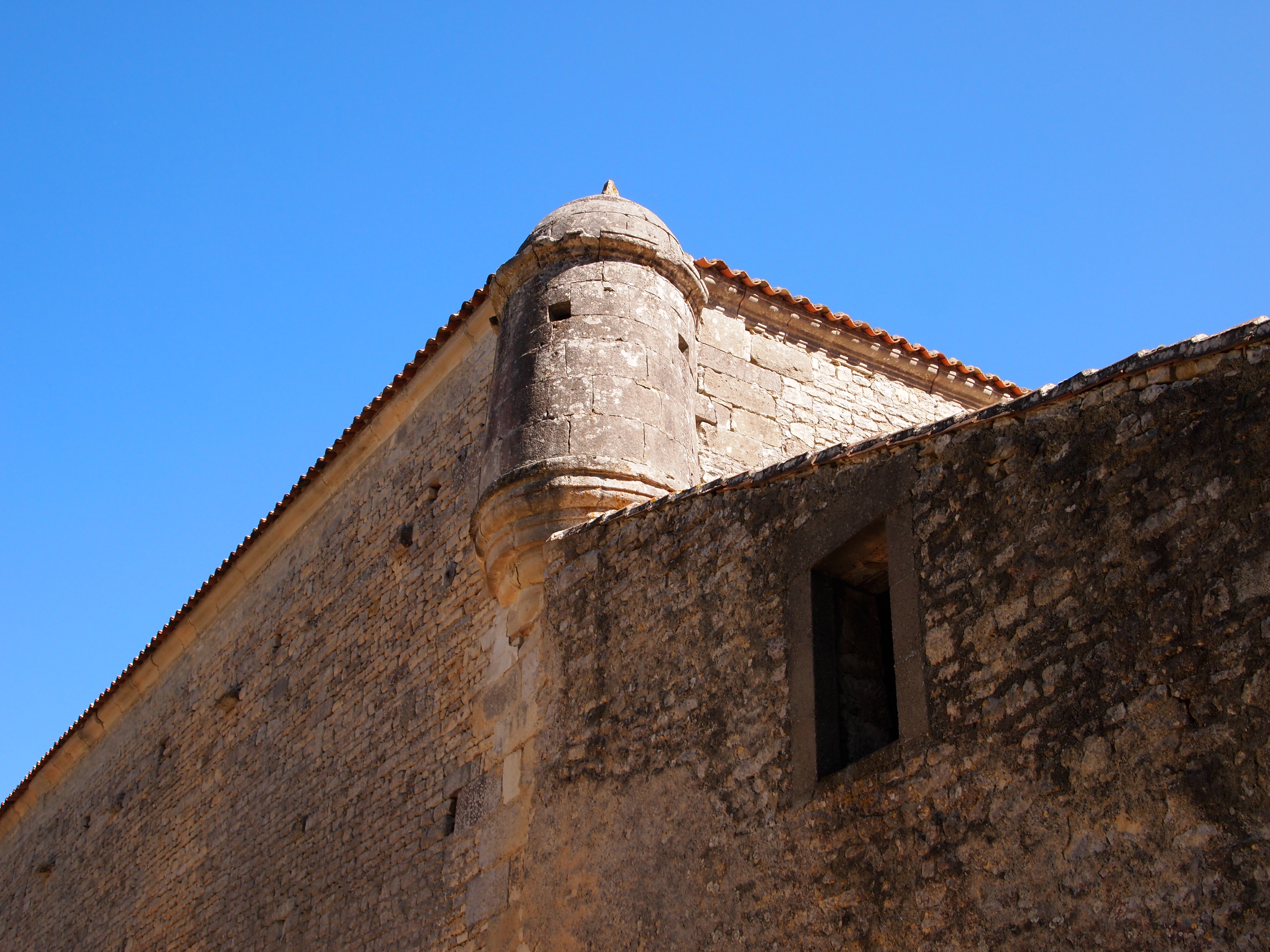
Échauguette d'angle.